# Mihalovci
Mihalovci este o localitate din comuna Ormož, Slovenia, cu o populație de 204 locuitori.